# Johannes Andreæ Kylander
Johannes Andreæ Kylander, död 31 maj 1684 i Lommaryds församling, var en svensk präst.

## Biografi
Johannes Kylander var son till Andreas Andori Kylander. Han blev student vid Åbo akademi och 1666 vid Uppsala universitet. Kylander prästvigdes 1668 och blev huspredikant och krigspräst. Han blev 1671 pastorsadjunkt vid Linderås församling och 1672 komminister i Bälaryds församling. År 1680 blev han kyrkoherde i Lommaryds församling. Han avled 31 maj 1684 i Lommaryds församling.

### Familj
Kylander gifte sig med Christina Simonsdotter. Efter Kylanders död gifte hon om sig med kyrkoherden Nicolaus Olavi Planck i Lommaryds församling.